# مستان علی‌اف
مستان علی‌اف (انگلیسی: Mastan Aliyev؛ ۱۹۱۸ – ۲۳ آوریل ۱۹۴۵ ‏(۷۹ سال)) فرد نظامی اهل اتحاد جماهیر شوروی سوسیالیستی بود.
وی همچنین برندهٔ جوایزی همچون قهرمان اتحاد شوروی، نشان بودان خملنیتسکی، مدال ستاره طلایی، و نشان لنین شده‌است.